# Лаїр

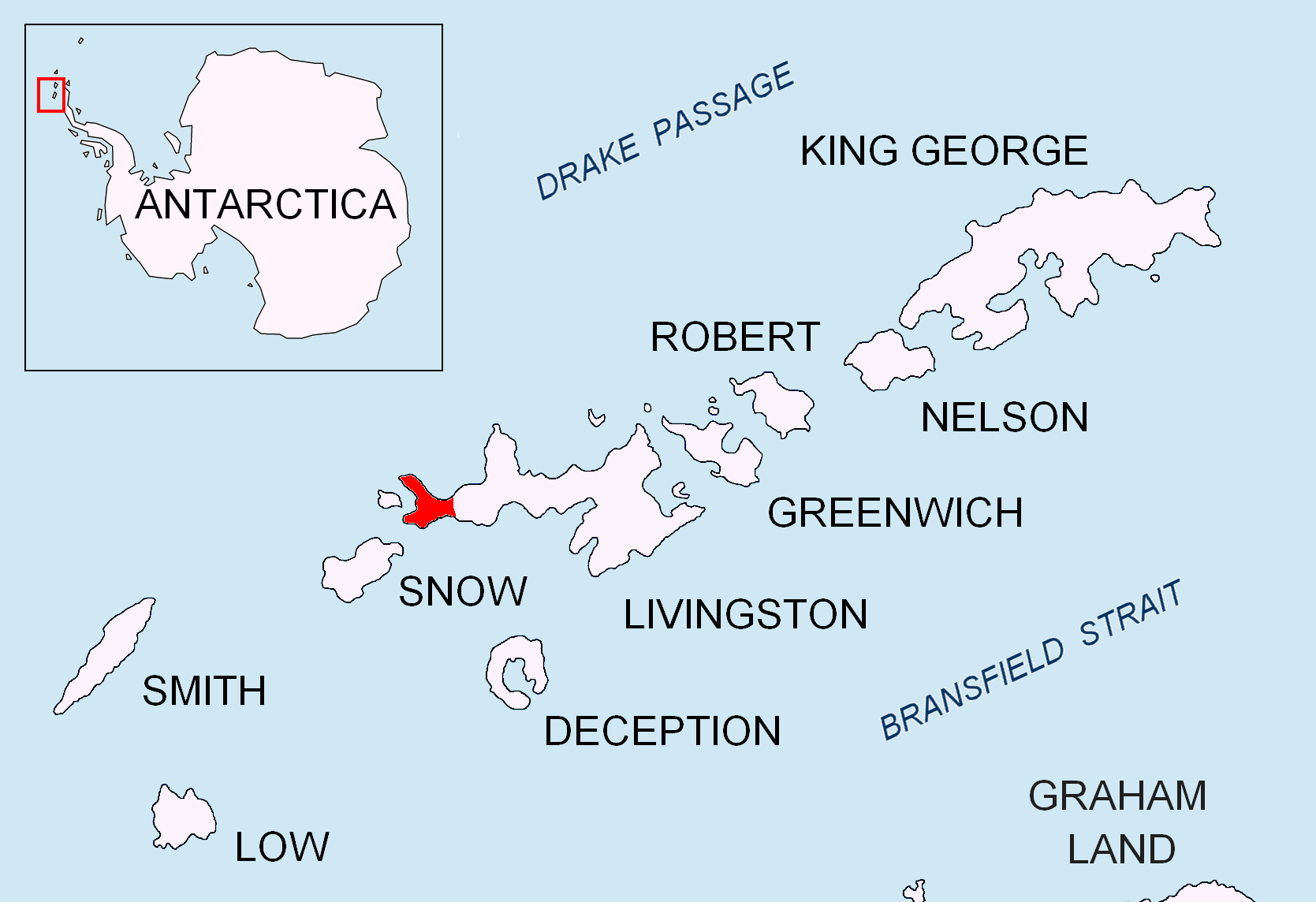
Розташування півострова Байерс, острів Лівінгстон на Південних Шетландських островах

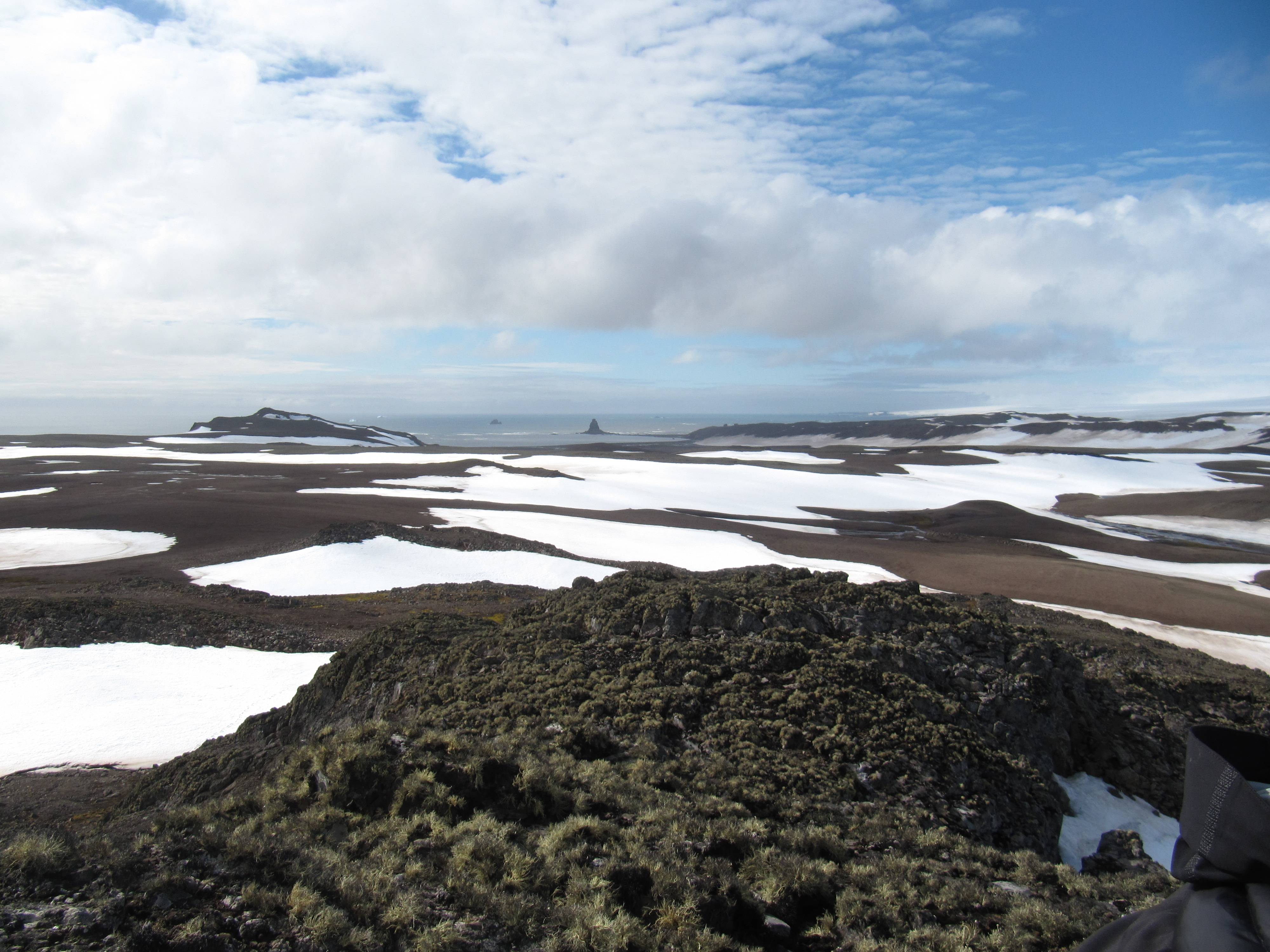
Пляжі Барклай-Бей та Роббері поблизу озера Базальт на півострові Байерс, острів Лівінгстон, зліва направо, точка Лейр, Фредерік-Рокс, Стек Катлер, Потік Неделя та північна частина стіни Урвіч посередині, а також мис Ширрефф та Півострів Йоанн Павлус II на фоні зправа

62°36′54″ пд. ш. 61°02′07″ зх. д. / 62.615° пд. ш. 61.03528° зх. д.
Лаїр — точка, що виступає на 570 м у затоку Барклай із пляжів Роббері на півострові Баєрс, розташованому на острові Лівінгстон з групи Південних Шетландських островів,  та формує східну сторону входу в бухту Кукузель.

## Розташування
Точка знаходиться за координатами 62°36′54″ пд. ш. 61°02′07″ зх. д. / 62.61500° пд. ш. 61.03528° зх. д. що становить 1,16 км на схід-південний схід від точки Віллард і 2,94 км на захід від точки Неделя (британське картографування у 1968 р., детальне іспанське картографування у 1992 р. та болгарське картографування у 2005 та 2009 рр.).

## Мапи
- Півострів Баєрс, Острів Лівінгстон. Мапи топографіки ескала 1: 25000. Мадрид: Servicio Geográfico del Ejército, 1992.
- Л. Л. Іванов та ін. Антарктида: острів Лівінгстон та острів Гринвіч, Південні Шетландські острови . Масштаб 1: 100000 топографічної карти. Софія: Антарктична комісія з географічних назв Болгарії, 2005.
- Л. Л. Іванов. Антарктида: острови Лівінгстон та Гринвіч, Роберт, Сноу та Сміт [Архівовано 24 квітня 2008 у Wayback Machine.] . Масштаб 1: 120000 топографічної карти. Троян: Фонд Манфреда Вернера, 2009.ISBN 978-954-92032-6-4
- Антарктична цифрова база даних (ADD). [Архівовано 5 березня 2017 у Wayback Machine.] Масштаб 1: 250000 топографічної карти Антарктиди. Науковий комітет з антарктичних досліджень (SCAR). З 1993 року регулярно модернізується та оновлюється.
- Л. Л. Іванов. Антарктида: острів Лівінгстон та острів Сміт . Масштаб 1: 100000 топографічної карти. Фонд Манфреда Вернера, 2017.ISBN 978-619-90008-3-0

## Галерея

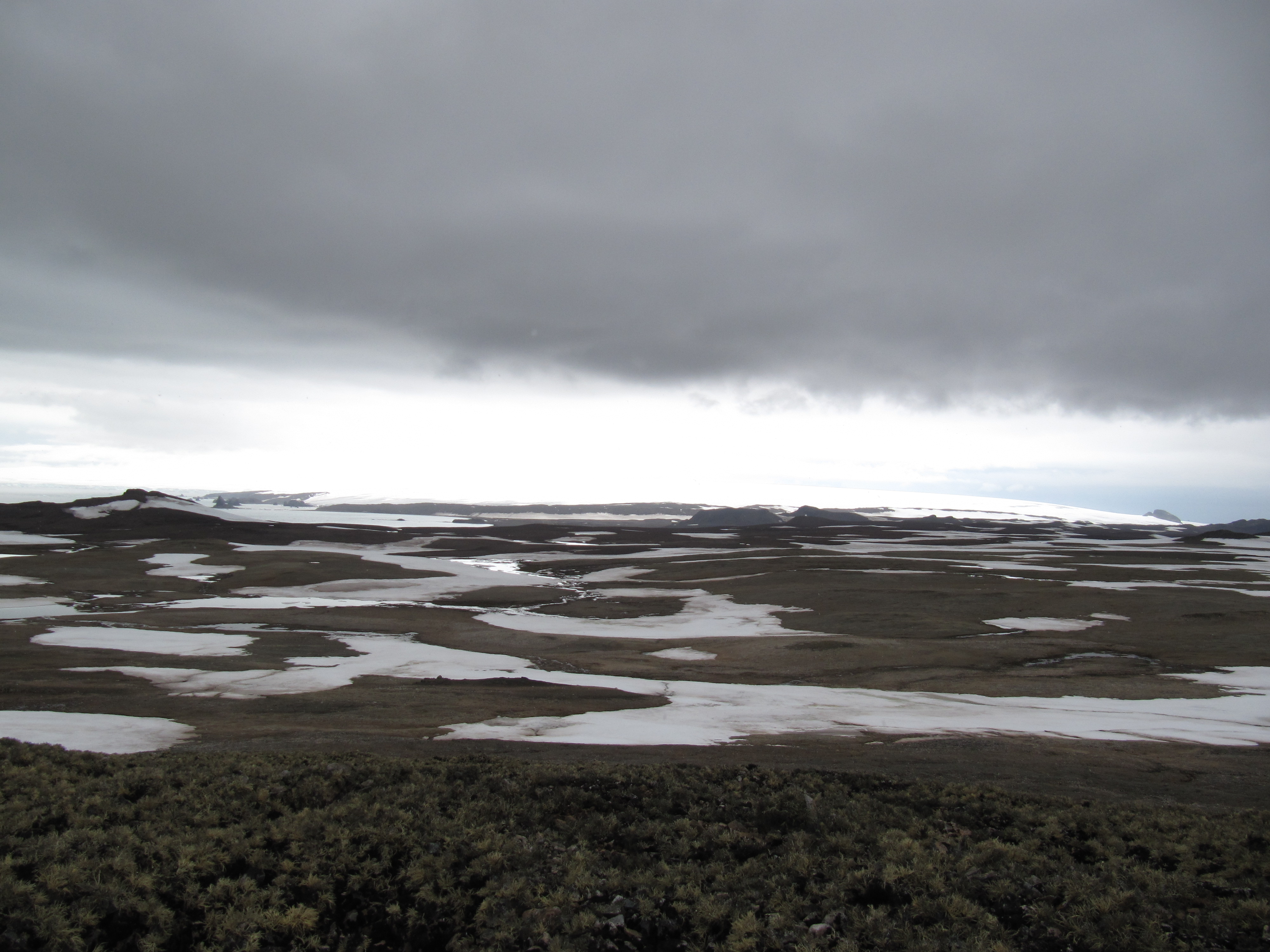
Півострів Східний Байерс на острові Лівінгстон, зліва направо на пагорб Лаір, пляжі розбійників, пункт Спарадок, пагорб Цамблак та пагорб Негру посередині; і Роу Пойнт, Катлер Стек, Пляж Іванов, Неделя Пойнт, Стіна Урвіча, увінчана схилами Ротч-Купола, і Кларк Нунатак на задньому плані
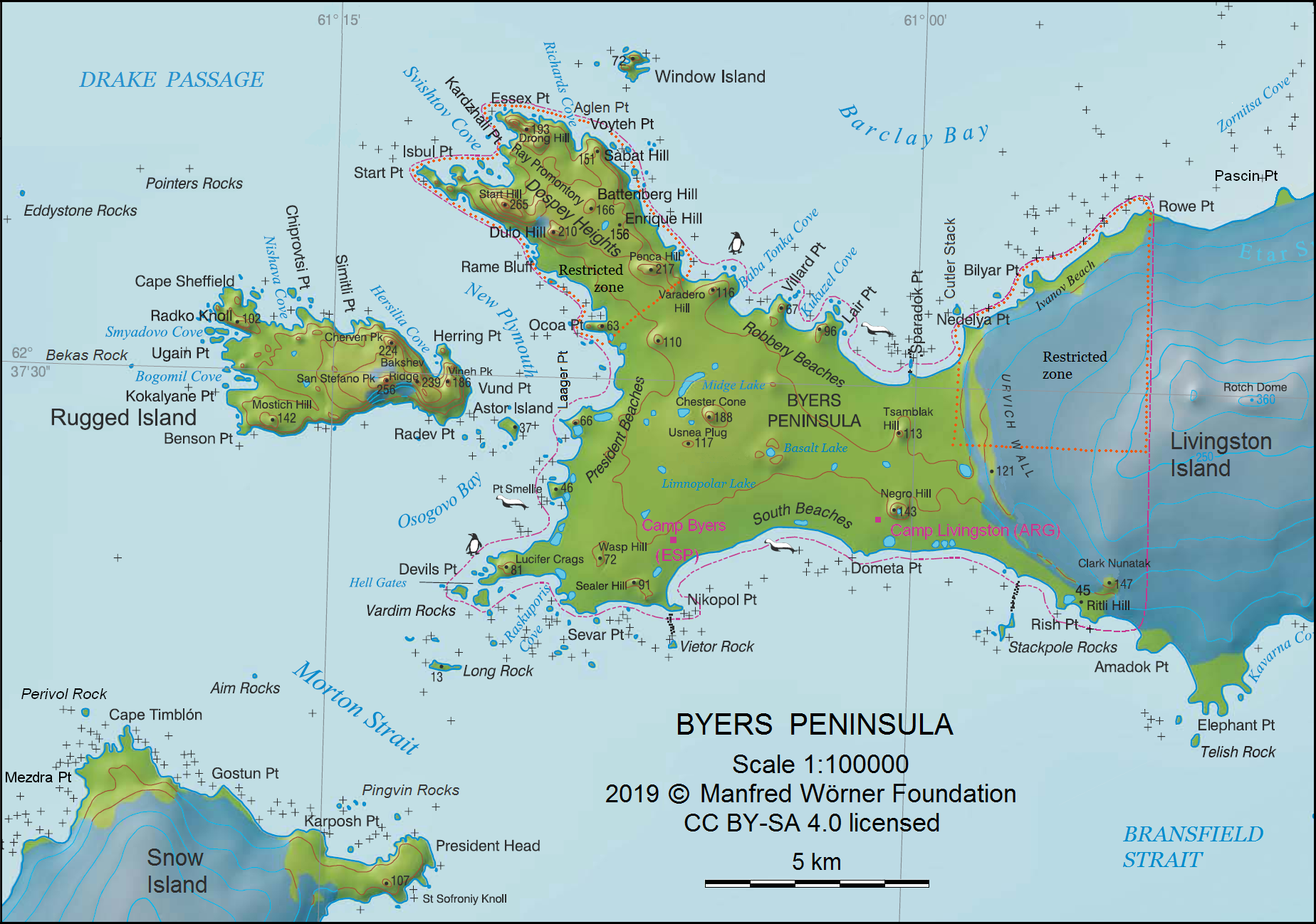
Карта особливо охоронюваного району Антарктики ASPA 126 півострів Байєрс
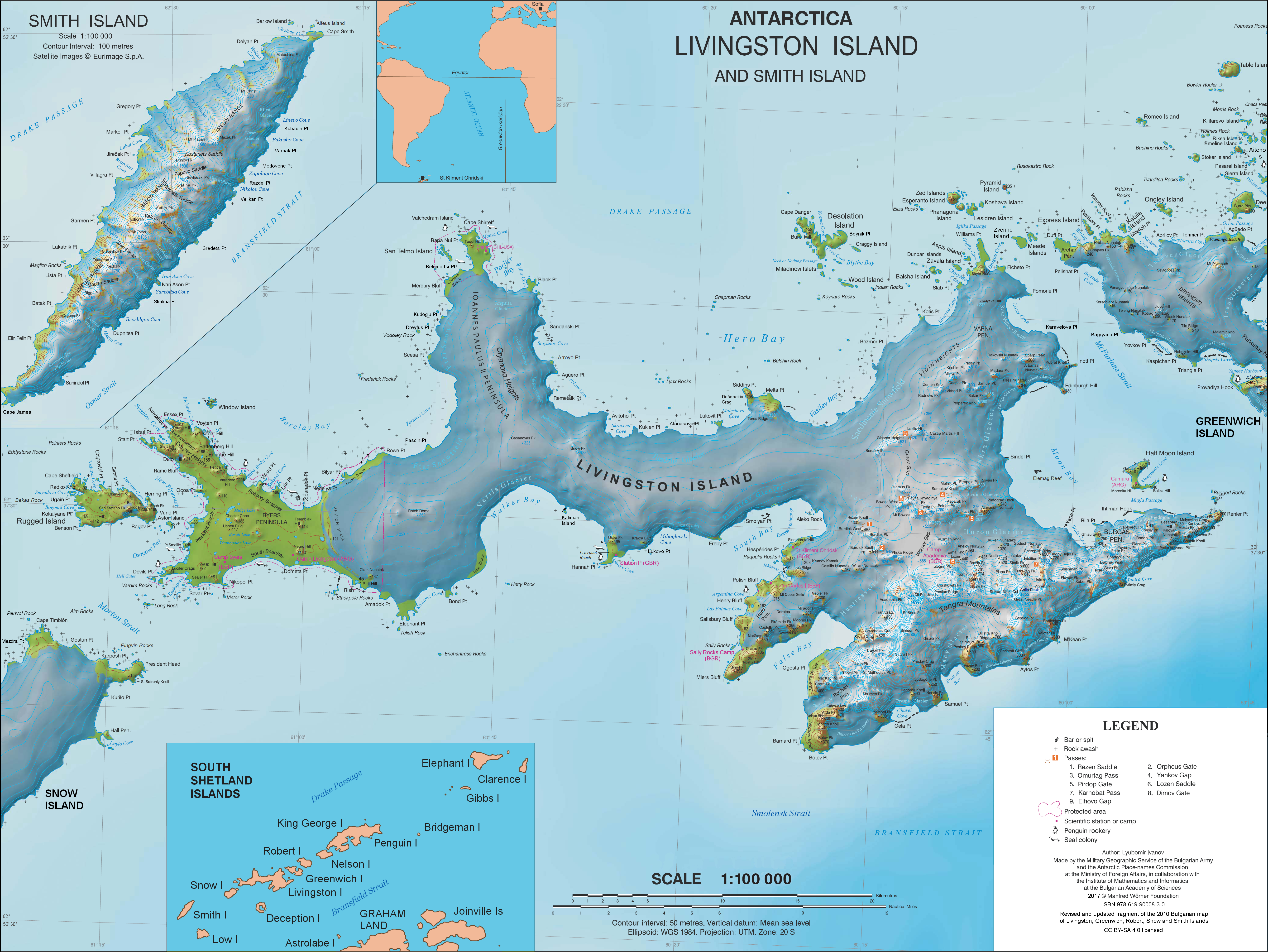
Топографічна карта островів Лівінгстон та Сміт